# Роджер Плейс
«Роджер Плейс» (англ. Rogers Place) — спортивний комплекс у Едмонтоні, Альберта, відкритий у 2016 році. Місце проведення змагань з кількох видів спорту і домашня арена для команд Едмонтон Ойлерз (НХЛ) та Едмонтон Ойл-Кінгс, ЗХЛ.

## Історія
Будівництво розпочалось у березні 2014. 13 липня 2015 район в якому розташована арена отримала офіційну назву Льодового району.
8 вересня 2016 арена офіційно відкрита.
24 вересня 2016 відбувся перший хокейний матч між місцевою коммандою «Едмонтон Ойл-Кінгс» та «Ред-Дір Ребелс».
12 жовтня 2016 «Едмонтон Ойлерз» провів свою першу гру, суперником у матчі були сусіди «Калгарі Флеймс». Перед грою відбулася церемонія відкриття сезону в якій брали участь колишні гравців «нафтовиків» Вейн Грецкі та Марк Мессьє. Перемогу в стартовій грі здобули господарі з рахунком 7–4. Вперше за останні 11 років по завршенні регулярного чемпіонату «Едмонтон Ойлерз» вийшов до плей-оф Кубка Стенлі. Перша гра плей-оф відбулась 12 квітня 2017 проти «Сан-Хосе Шаркс» завершилась перемогою останніх в овертаймі 3–2.Через два дні «Ойлерз» здобув свою першу перемогу в плей-оф здолавши «акул» 2–0.
Арена була однією із двох арен плей-оф Кубка Стенлі 2020 року під час пандемії COVID-19, яка приймала плей-оф Західної конференції.